# シアトル・クラーケン
シアトル・クラーケン（Seattle Kraken）は、アメリカ合衆国ワシントン州シアトルを本拠としているナショナルホッケーリーグ（NHL）所属のプロアイスホッケーチームである。2024年にユタ・ホッケークラブが誕生するまでは、NHLおよび北米4大プロスポーツリーグの中で最も新しいチームであった。
チーム名は、ピュージェット湾に生息するミズダコを、北欧に伝わる海の怪物『クラーケン』に重ね合わせて名付けられた。

## 概要
2018年12月、NHLはシアトルホッケーパートナーズによるシアトル市への拡張を承認。
2020年7月にチーム名を発表した。クライメット・プレッジ・アリーナ（旧キーアリーナ）を本拠地として使用。チームはウェスタン・カンファレンスのパシフィック・ディビジョンに編入される。NHLはシアトルのパシフィック・ディビジョンの参加により各ディビジョン内のチーム数のバランスをとるために、今までパシフィック・ディビジョンに参加していたアリゾナ・コヨーテズが2021-22シーズンからセントラル・ディビジョンに移動し、4ディビジョン各8チームのリーグ合計32チームのリーグ運営となる。
2021年7月21日にエクスパンションドラフトが開催された。
2021-22シーズンよりNHLへ参加。初年度は27勝49敗6延長負けの成績で地区最下位だった。
2年目となる2022-23シーズンは、46勝28敗8延長負けで初のプレーオフ進出となり、第7シードを獲得した。プレーオフ1回戦で前年度の覇者であるコロラド・アバランチを4勝3敗で破ったが、2回戦は3勝4敗でダラス・スターズに敗れて姿を消した。